# João Simões
João Nelson de Sousa Caridade Simões (sinh ngày 4 tháng 3 năm 1998) là một cầu thủ bóng đá người Bồ Đào Nha thi đấu cho Associação Académica de Coimbra – O.A.F. ở vị trí hậu vệ.

## Sự nghiệp câu lạc bộ
Ngày 25 tháng 2 năm 2017, Simões có màn ra mắt cho Académica trong trận đấu tại LigaPro 2016–17 trước Cova da Piedade.